# ナガランド・アニメ・ジャンキーズ・コスフェスト
ナガランド・アニメ・ジャンキーズ・コスフェスト（Nagaland Anime Junkies Cosfest）は、ナガランド・アニメ・ジャンキーズ（Nagaland Anime Junkies、略称:NAJ）が、インド・ナガランド州の州都コヒマで隔年7月に開催しているコスプレイベントである。初開催は2013年で、2023年に行われた第9回大会には8000人以上が参加した。地元ナガランドのみならず、インド全土から参加者を集める北東インド最大規模のコスプレイベントとなっている。
イベントではコスプレ選手権のみならず、飲食物の屋台や、グッズの販売、音楽ライブなどが催される。

## 背景

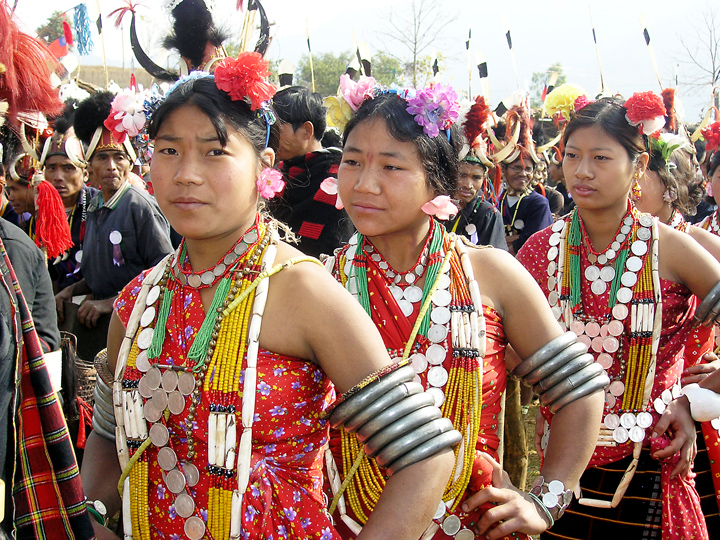
スミ・ナガ族の人々。

ナガランド州を含む北東インドは、中国（チベット）・ミャンマー（カチン州及びチン州）・バングラデシュ・ブータンとの国境地帯に位置する地域で、インド本土とは言語的、民族的、文化的、宗教的、及び「人種」的に異質とされる人々が居住している。NAJコスフェストの開催地・ナガランド州には、「ナガ」を自称するチベット・ビルマ系の諸民族が居住しており、キリスト教徒が住民の約88パーセントを占めている。キリスト教は北東インド諸州のうち、アルナーチャル・プラデーシュ州・ミゾラム州・メガラヤ州でも最大の宗教となっている。チベット・ビルマ系言語のほか、オーストロアジア語族やタイ諸語が分布する北東インドの住民の中には、自らを東アジア人と同じ「モンゴロイド」と認識する者も見られる。

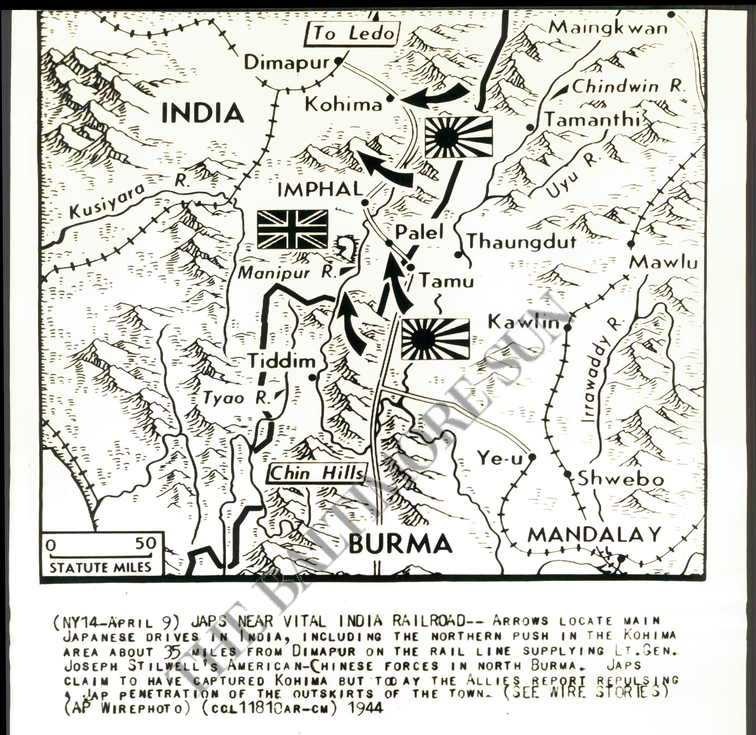
日本軍のコヒマ侵攻を描いた地図

北東インドは第二次世界大戦の際、インパール作戦の舞台となったことでも知られる。現在はマニプル州の州都となっているインパール攻略を目指した旧日本軍は、コヒマにも侵攻し連合軍と激戦を繰り広げた。
以上のような民族的・歴史的背景を持つ北東インドにおいては、日本に対する関心ないし親近感がインド他地域と比べても高いとされる。特に、アニメやコスプレといったポップカルチャーは、若年層の間で大きな人気を博している。国際交流基金は2019年以降、アッサム州・ナガランド州・マニプル州・ミゾラム州、メガラヤ州の5州で「Northeast Japan Caravan」と称する文化事業を実施している。そのプログラムには、折り紙や書道といった伝統文化の体験と共に、アニメ映画上映会やコスプレショーが含まれている。「Northeast Japan Caravan」の運営に携わった国際交流基金の石丸葵によると、ディマプルのイベントに参加した10代の若者の多くは、アニメをきっかけとして日本文化に触れていたという。
「コヒマの名物」となったNAJコスフェストは、例年8000-10000人ほどを動員する大イベントである。もっとも参加者の出身地は地元ナガランド州に留まらず、アッサム州やアルナーチャル・プラデーシュ州、メガラヤ州やトリプラ州など北東インド全域に及んでいる。

## 歴史
ナガランド・アニメ・ジャンキーズ（NAJ）は2011年にBiebe Natsoにより創設された。NAJは元来、アニメファン間の交流を目的としたフェイスブック上のコミュニティであった。
NAJの主催する最初のコスプレイベントが開かれたのは、2013年6月29日のことである。この時の出場者は、500人ほどであった。
2015年には、NAJを取材したドキュメンタリー映画Japan In Nagalandが公開された。
新型コロナウイルス感染症が猛威を振るっていた2020年と2021年はNAJコスフェストの開催が見送られた。コスフェストは2022年から再び隔年で実施されている。

### 大会一覧
| 回数 | 年   | 日にち            | 場所                           |
| ---- | ---- | ----------------- | ------------------------------ |
| 1    | 2013 | 6月29日           |                                |
| 2    | 2014 | 7月12日           | The Heritage, Kohima, Nagaland |
| 3    | 2015 | 7月11日 - 7月12日 | The Heritage, Kohima, Nagaland |
| 4    | 2016 | 7月9日 - 7月10日  | The Heritage, Kohima, Nagaland |
| 5    | 2017 | 7月8日 - 7月9日   | The Heritage, Kohima, Nagaland |
| 6    | 2018 | 7月7日 - 7月8日   | The Heritage, Kohima, Nagaland |
| 7    | 2019 | 7月6日 - 7月7日   | The Heritage, Kohima, Nagaland |
| 8    | 2022 | 7月9日 - 7月10日  | The Heritage, Kohima, Nagaland |
| 9    | 2023 | 7月15日 - 7月16日 | The Heritage, Kohima, Nagaland |
| 10   | 2024 | 7月8日 - 7月9日   | The Heritage, Kohima, Nagaland |
| 11   | 2025 | 7月13日 - 7月14日 | The Heritage, Kohima, Nagaland |